# 汁
汁（しる）とは、固体中から染み出した成分が混じる液体のことである。液体の成分の主体は水であり、水の中に投入された物質から分泌された成分や、物質中から分泌された液体自身を指す言葉として用いられ、食用のものであれば中身がわからないときに呼ばれることが多い。また、兵庫県南西部では、食用のスープや、味噌汁のことをひとくくりにして、汁ということがある。

## 食用
単に「汁」と言うと、食用のものであれば、吸い物や味噌汁、スープと言うように、具材を煮込む料理全般のことを指すほか、食品の中身から出てくる水分のことを指すことが多い。完成した料理から出てくる水分としては肉汁や果汁などが挙げられる。
食用のものに用いる場合では、肯定・否定を問わず、食品に含まれる液体一般の意味で用いられる場合もある。

## 食用以外
食用以外の用いられ方としては、否定的な用法として用いられる場合が多い。
生体からの分泌液や植物からの樹液と言った、排出される水分を「汁」と呼んだり、他者に受益が吸収される際に「汁が吸われる」と言ったりする。この表現の例として、吸血性の生物に血を吸われた際の「汁が吸われた」や、慣用句としての「甘い汁を吸う」という言葉が挙げられる。